# Província
Província é um tipo de divisão territorial de nível superior utilizada dentro de muitos países ou de estados. Na Espanha, no entanto, corresponde à divisão secundária, sendo a principal a das comunidades autônomas. Da mesma forma, na Itália a divisão primária corresponde às regiões, sendo as províncias a secundária.

## Divisão administrativa de países
Em muitos países, a província é apenas um dos níveis de administração subnacional, correspondente à área de jurisdição de um representante do governo nacional (semelhante aos distritos portugueses). Este é o caso das províncias em Angola, Moçambique, Bélgica, Espanha e Itália.
Em outros países, a província é um território subnacional com alguma autonomia governativa e administrativa exercida por órgãos eleitos localmente. Este era o caso das províncias portuguesas de 1936.
Em certos países, a província, pode ser uma unidade de uma federação ou confederação (semelhantes aos estados brasileiros), dispondo de larga autonomia e podendo até dispor de alguns poderes de soberania. Este é o caso das províncias do Canadá e da Argentina.
Portugal, e algumas outras potências coloniais, também usaram o termo "província", para designar alguns dos seus territórios ultramarinos.
Na França, em Portugal e em outros países, o termo "província" é também utilizado para designar localidades e regiões fora das grandes cidades, sobretudo das capitais.

### Brasil

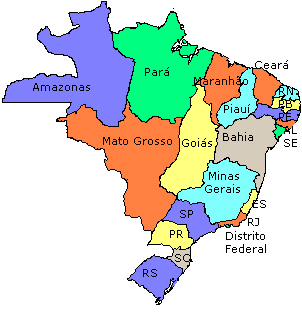
Brasil em 1889

As capitanias brasileiras tornaram-se províncias em 28 de fevereiro de 1821, um pouco mais de um ano antes da declaração de independência, no dia em que dom João VI jurou obedecer às leis portuguesas. A Constituição de 1824 não alterou nenhuma das divisões entre províncias, o que ocorreu nas décadas posteriores. Com o advento da República, em 1889, as províncias passaram à atual denominação de estados.

### Moçambique
Em Moçambique, as províncias são as principais subdivisões do país e são dirigidas por um governador nomeado pelo Presidente da República. O governo provincial é composto pelos directores provinciais, que são nomeados pelo governador, sob proposta do ministro que tutela o respectivo pelouro.
As províncias moçambicanas são, por sua vez, divididos em distritos, e estes em postos administrativos.

### Portugal

Mapa das províncias de Portugal.

As províncias de Portugal são uma antiga divisão administrativa e atual divisão histórico-cultural do território nacional por regiões.
Na atualidade, as chamadas regiões naturais ou províncias históricas não possuem qualquer significado administrativo, mas continuam a ser reconhecidas comummente e são uma das divisões do país com a qual a maior parte das pessoas mais se identifica.
A divisão de 1936 por províncias serviu de base educacional durante décadas no sistema de ensino nacional do século XX e, em alguns casos (sobretudo no ensino primário), até ao início do século XXI.
Ao longo da sua História, Portugal teve várias organizações administrativas que o dividiram em províncias. O próprio Condado Portucalense, que deu origem ao Estado Português, era ocasionalmente conhecido como "Província do Reino de Leão".
Informalmente, as províncias de Portugal são:
- Minho
- Douro Litoral
- Trás-os-Montes e Alto Douro
- Beira Litoral
- Beira Alta
- Beira Baixa
- Estremadura
- Ribatejo
- Alto Alentejo
- Baixo Alentejo
- Algarve